# UFC 199
UFC 199: Rockhold vs. Bisping 2 fue un evento de artes marciales mixtas celebrado por Ultimate Fighting Championship el 4 de junio de 2016 en el The Forum, en Inglewood, California.

## Historia
Se esperaba que el evento estuviera encabezado por una revancha por el Campeonato de Peso Medio de UFC entre el campeón Luke Rockhold y el ex campeón Chris Weidman .  Se enfrentaron previamente en UFC 194 , cuando Rockhold ganó el título de Weidman por nocaut técnico en el cuarto asalto.  Sin embargo, Weidman se retiró el 17 de mayo debido a una gran hernia por extrusión en su cuello.  La primera opción de reemplazo fue el ex campeón de peso mediano de Strikeforce Ronaldo Souza , quien perdió su título ante Rockhold en 2011, pero se lesionó el menisco en una victoria en UFC 198 contra el ex campeón de peso semipesado de UFC Vitor Belfort . Por lo tanto, fue reemplazado por el ganador de The Ultimate Fighter 3, Michael Bisping .  La pelea también fue una revancha, ya que los dos se enfrentaron previamente en noviembre de 2014 en UFC Fight Night: Rockhold vs. Bisping, Rockhold ganando por sumisión en el segundo asalto.
El evento coestelar contó con el combate por el campeonato de peso gallo en el final de la trilogía entre Dominick Cruz y Urijah Faber. En su primer combate en WEC 26, Faber ganó la pelea por sumisión en la primera ronda. En el segundo, celebrado en UFC 132, Cruz ganó la pelea por decisión unánime.

## Resultados
1. ↑  Por el Campeonato de Peso Medio de UFC.
2. ↑  Por el Campeonato de Peso Gallo de UFC.

## Premios extra
Cada peleador recibió un bono de $50,000.
- Pelea de la Noche: Marco Reyes vs. Dong-hyun Kim
- Actuación de la Noche: Michael Bisping y Dan Henderson